# James M. Mead
James M. Mead (Mount Morris, 1885. december 27. – Lakeland, 1964. március 15.) az Amerikai Egyesült Államok szenátora (New York, 1938–1947).